# Caudron Type B Multiplace
Le Caudron Type B multiplace était un avion biplan monoplace français, construit en 1912 par la Société des avions Caudron. Il a été conçu pour transporter jusqu'à cinq passagers dans une course en 1912. Il a été détruit au début de l'événement.

## Histoire
En avril 1912 est publié le règlement d'une course contre-la-montre en circuit qui doit se tenir en Anjou la même année à la mi-juin dans le cadre du « Grand Prix d'Aviation de l'Aéro-club de France », course dotée de 120 000 Francs de prix.
Les frères Caudron commencent immédiatement la conception d'un aéronef concurrent pouvant transporter quatre ou cinq passagers. 
L'accent est mis par les concepteurs sur la capacité de transport de plusieurs passagers ce qui a été déterminé par les règles, de la compétition qui doit avoir lieu le 16 juin. Le circuit triangulaire - à parcourir 7 fois -  joint les aérodromes d'Angers à Saumur (43 km), puis Cholet (62 km) et retour (51 km). Soit près de 1 100 km au total.  
Le Type B Multiplace n'est achevé que quelques jours seulement avant le début de la compétition, laissant peu de temps pour les tests. Il s'envole du Crotoy pour le terrain d'Angers-Avrillé avec quatre passagers. 
Trente cinq avions sont inscrits par les constructeurs (Deperdussin, Morane-Saulnier, Breguet, Farman, Sommer, Nieuport, Blériot, Hanriot, Voisin, etc.) et non par les pilotes. Aux quelques très bons pilotes s'ajoutent des débutants peu à leur place sur une telle course. Sur les 28 qualifiés, onze aviateurs seulement prennent le départ. 
Le premier jour de la course, le mauvais temps rend impossible la réalisation du programme prévu, la course est catastrophique. Les organisateurs décident de différer le départ, puis en accord avec les participants de scinder la course en 2 parties, soit 4 tours le 16 juin et 3 tours le 17.   

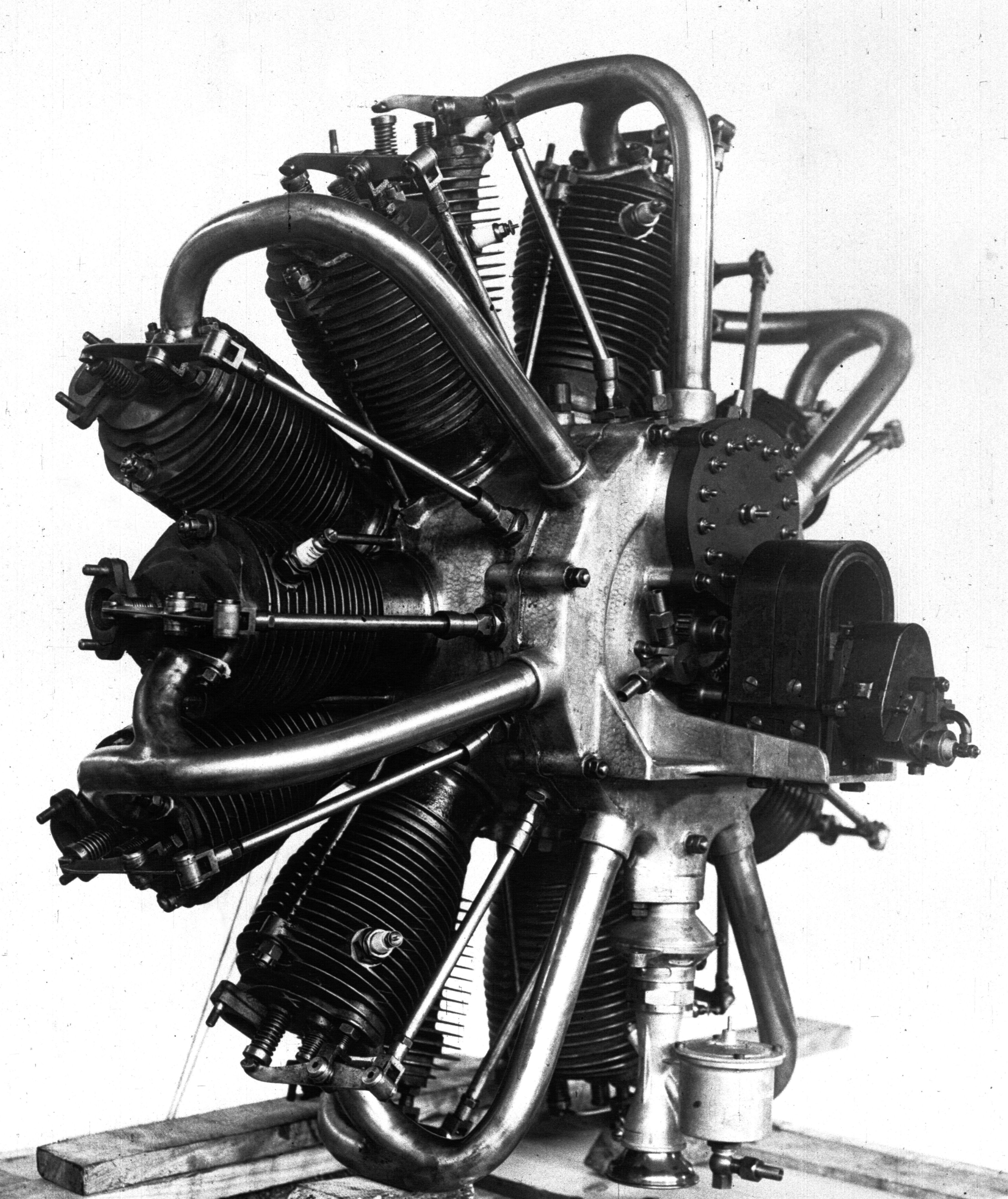
Moteur Anzani 14 cylindres.

René Caudron décide de participer avec son Type B, mais en ne transportant que trois passagers pour réduire les risques. C'est Maurice Allard qui pilote le Type B Multiplace no 25. Le 17 juin, il est l'avant dernier à s'élancer sur la piste encore boueuse.  
D'après un témoin, l'appareil, dont le moteur ne semble pas tourner correctement, grimpe à une dizaine de mètres, se cabre, tourne sur lui-même, plante le bout d'une aile au sol et plonge. L'appareil est détruit, mais les quatre hommes sont vivants, trois n'ont que de simples contusions mais l'un des mécaniciens a eu une jambe cassée. Tous sont couverts d'essence car le réservoir a été éventré, heureusement sans exploser.
Le Multiplace n'a pas été reconstruit et l'entreprise des frères Caudron n'a plus utilisé le moteur Anzani à quatorze cylindres, bien qu'ils aient fréquemment utilisé d'autres modèles, de ce constructeur. 
C'est Roland Garros sur un monoplace Blériot à moteur Gnome Omega de 50 ch, qui après 14 h 40 de vol sans problème « une performance exceptionnelle » pour l'époque, emporte le « Grand Prix de l'Aéro-Club de France », le « Grand Prix de vitesse » et la 4e place du « Prix d'Anjou », soit un total de 75 000 F. Il est immédiatement engagé comme pilote d'usine par Morane-Saulnier.

## Description
Les précédents avions Caudron, comme le Type A avaient déjà utilisé des moteurs Anzani, et lorsque le motoriste produit un nouveau modèle délivrant 100 ch (74 kW), l'avionneur choisit de l'utiliser pour le Multiplace qui nécessite plus de puissance pour enlever ses 5 occupants potentiels.
Ce nouveau moteur Anzani est un 14 cylindres (de 10,69 litres de cylindrée) en deux étoiles décalées sur un vilebrequin commun, construit à partir du réputé 7 cylindres de la marque,.
La charge exigeait que le Multiplace ait une surface alaire plus grande que n'importe lequel des avions Caudron précédents, bien que l'aile ait conservé les caractéristiques générales établies précédemment. Les ailes supérieure et inférieure avaient le même plan, rectangulaire à part leurs extrémités, bien que la portée supérieure soit 27 % plus grande que la partie inférieure. Le biplan Type B Multiplace est donc un sesquiplan.
Classiquement pour l'époque, les ailes sont construites à partir de longerons recouverts de tissu, placés à mi-corde, la moitié des nervures des ailes ne sont pas portées par le longeron et sont donc flexibles ce qui permet par gauchissement de l'aile de contrôler le roulis. En raison de la grande portée (15 m), les ailes comportent trois baies, séparées par des paires d'entretoises interplans parallèles et verticales, car il n'y avait pas de décalage entre les ailes. 
De plus, sur chaque aile, une autre paire de mâts parallèles inclinés vers l'extérieur à partir des bases des entretoises externes interplan soutiennent le porte-à-faux de l'aile supérieure. À la racine de l'aile près du fuselage deux autres paires d'entretoises verticales interplan supportent à la fois la section centrale de l'aile et, juste au-dessus de l'aile inférieure, le fuselage. C'était une structure identique à celle du monoplace Caudron Type B.
Au lieu de la nacelle et des doubles poutres qui supportaient l'empennage du Type B, le Multiplace avait un fuselage de section rectangulaire, sur toute la longueur avec le moteur dans le nez, construit autour de quatre longerons et entoilé. 
Dans le fuselage, s'ouvre un long cockpit à l'air libre pour les passagers et le pilote, ce dernier est assis à l'arrière de ses passagers sous une petite découpe dans le bord de fuite de l'aile supérieure pour une meilleure vision vers le haut. D'après des photographies d'appareils aux caractéristiques similaires, comme le Breguet Type III, deux passagers étaient vraisemblablement assis à l’avant face à la route, deux autres derrière eux dos à la marche (ou peut-être face à la route), tous les 4 étant sous l'aile, le  pilote était  encore plus loin vers l'arrière sans grande visibilité.
Le gouvernail unique, à peu près rectangulaire, était entièrement au-dessus du fuselage et a été coupé sur sa face inférieure pour permettre le mouvement angulaire de la gouverne de direction. L'empennage était monté sur le dessus du fuselage. 
Le Multiplace avait deux paires de roues principales; chaque paire était montée sur un long patin avec un nez cambré qui s'étendait au-delà de l'aile à la fois vers l'avant et vers l'arrière. Ces espèces de skis maintenaient l'assiette de l'appareil au décollage et remplaçaient ainsi les membres inférieurs des poutres arrière utilisées sur d'autres types d'aéronefs Caudron de l'époque. L'arrière du fuselage était protégé au-dessous par un très grand patin. 
Les patins sous les ailes étaient fixés sur des extensions longitudinalement évasées des entretoises internes interplan et transversalement contreventés par des paires d'entretoises plus légères aux bases des entretoises de section centrale.